# Alekseevsky (huyện của Tatarstan)
Huyện Alekseevsky (tiếng Nga: Алексеевский райо́н) là một huyện hành chính tự quản (raion), của Tatarstan, Nga. Huyện có diện tích 2021 km². Trung tâm của huyện đóng ở Alekseevskoe.